# Agrado
El Agrado es un municipio colombiano ubicado en el subcentro del departamento de Huila. Yace sobre el valle del Magdalena sobre las estribaciones de la región montañosa comprendida por accidentes orográficos de la serranía de las Minas y el cerro de Pan de Azúcar. Su extensión territorial es de 286 km², su altura es de 838 m s. n. m. y su temperatura promedio es de 24 °C
Cuenta con una población de 9.275 habitantes de acuerdo con proyección del DANE de 2019.  Hace parte de la Región Subcentro del departamento. Su base económica es la agricultura con cultivos de café, caña, plátano y hortalizas. Se le conoce como "Jardín Agraduno" y tiene el apelativo de «Cuna de José María Rojas Garrido», en honor al presidente de Colombia en 1866.

## Historia
Hacia 1760, un buen número de vecinos habitantes de El Pital se trasladaron a un lugar cerca de cuatro kilómetros de distancia, al que llamaron Chimbayaco, el cual se fue desarrollando hasta alcanzar la categoría de vicerroquia, con el nombre de Nuestra Señora de Belén y un tiempo después, solamente Belén.
Reconociendo su origen y lo pequeño del caserío, los habitantes le cambiaron el nombre por el de Pitalito, haciendo homenaje y alusión al pueblo por quienes fue fundado, como un pequeño Pital. Hasta 1835 cuando, por existencia de otro pueblo con ese nombre, se lo cambiaron por el de Agrado, con el que fue fundado oficialmente y erigido municipio en 1837. El nombre del Agrado obedece a las abundantes y cristalinas aguas que lo surcan, y hacen que su clima y ambiente sea verdaderamente agradable. Por esta y otras tantas razones algunos le llaman " El Jardín Agraduno", otros " El Oasis de Paz".
De acuerdo con tradición oral, el territorio actual de El Agrado, en el momento de la conquista, fue habitada por los Chimbayaco, que pertenecía a la nación de Páez. Pero esto no puede ser considerado como verdadero, ya que también habla de Yaguilgas, Yalcones y otros grupos que pertenecen a la nación de Andaquíes, que vivía en las zonas circundantes. Tampoco hay ninguna documentación que describe su hábitat, aduaneras, y las características específicas del grupo Chimbayaco (a través del río, quechua). Sin embargo, en las tierras que ahora pertenecen al municipio de El Agrado, se han encontrado petroglifos, vestigios , y huellas , lo que indica que en realidad eran los indios que viven en la zona y que requiere mayor investigación para aclarar su propia realidad. Se concluye que El Agrado, especialmente en la época de la conquista, fue visitado por la población aborigen de vez en cuando para organizar y defenderse a sí mismos cuando fueron atacados a partir de Timan por Pedro de Añasco y Juan de Ampudia. La historia de El Agrado como un área urbana comenzó a mediados del siglo XVIII (1753) como consecuencia de los disturbios de segregación entre blancos e indios, que dio lugar a enfrentamientos que continuaron hasta principios de 1950. La Hacienda Chimbayaco, propiedad del Maestro Juan Losada Young, es el punto de partida para el desarrollo de El Agrado, cuando, el 7 de mayo de 1753, que dio la tierra conocida como la llanura de Chimbayaco (también conocido como el Valle de los alfandoques), la jurisdicción de la ciudad de Timan, donde vivían los blancos de la parroquia de El Pital, que vivía con los indios de Páez . Así que prosperaron en el núcleo de personas y mercancías, que 54 años más tarde, José Antonio Barreiro, Camilo Carvajal, Joaquín Polo, Agustín Ramírez y Pedro Osorio revivió la necesidad de establecer un viceparroquia en la llanura de Chimbayaco , y un terreno donado para este fin. El virrey Amar y Borbón, quien informó al obispo de Popayán, ordenó la creación de la viceparroquia, bajo la protección de Nuestra Señora de Belén, pero aún dependía de la parroquia de El Pital.
En 1818, antes de que el crecimiento de la ciudad, sintieron la necesidad de un templo más grande para su tamaño de población y capacidad económica del momento. La propuesta fue hecha por Rafael Chavarro, en nombre de los feligreses, y fue aceptada por el obispo de Jiménez después de una visita. Después de 40 años, el Viceparroquia de Nuestra Señora de Belén se convirtió en un distrito Parrish el 5 de abril de 1837. la nueva ciudad en un principio fue llamada con el nombre de Nuestra Señora de Belén y un tiempo después, solamente Belén. Reconociendo su origen y lo pequeño del caserío, los habitantes le cambiaron el nombre por el de Pitalito, hasta 1835 cuando, por existencia de otro pueblo con ese nombre, se lo cambiaron por el de Agrado, con el que fue fundado oficialmente y erigido municipio en 1837. El nombre del Agrado obedece a las abundantes y cristalinas aguas que lo surcan, y hacen que su clima y ambiente sea verdaderamente agradable. Por ésta y otras tantas razones algunos le llaman " El Jardín Agraduno", otros " la cuna de José María Rojas Garrido". elEsquema de Ordenamiento Territorial (EOT), El Agrado tiene una población de 9.461 habitantes, de los cuales 50,80% vive en el centro del pueblo y el restante 49,19% en las zonas rurales circundantes. 

## División Político-Administrativa
Agrado tiene bajo su jurisdicción los siguientes Centros poblados:
- La Cañada: Surgió el 4 de septiembre de 1987. Su base económica es la agricultura y sus productos son comercializados con el municipio de Garzón, la Jagua y El Agrado.
- San José de Belén: Su fecha de fundación no se conoce con exactitud pero la tradición oral dice que fue antes de 1839. En sus inicios se llamó San José de Taperas, pero el padre Víctor Félix Silva hizo que le cambiaran el nombre y hoy se llama San José de Belén. Cuenta con una de las capillas más antiguas del Dpto. Esta vereda está ubicada al sur de la cabecera municipal. Su mayor fuente de ingresos es la agricultura donde podemos encontrar cultivos como arroz, sorgo, maíz, cacao y la actividad ganadera.

### Historia de barrios y veredas

#### Barrios
La historia de los Barrios del municipio de El Agrado es escasa, solo se tienen algunos pormenores recogidos de la tradición oral.
- Barrio El Centro.Se desconoce la fecha exacta de su creación, su nombre se debe a su ubicación en la parte central del pueblo.
- Barrio Caracolito.Fundado en 1995 su nombre lo tomaron sus pobladores del sector por la cercanía al cerro Caracol.
- Barrio Chimbayaco.Se desconoce la fecha de su fundación, su nombre es de origen indígena, significa "Dios de las aguas".
- Barrio Rojas Garrido.No se sabe la fecha exacta de su fundación y su nombre se debe al ilustre hijo del sector José María Rojas Garrido.
- Barrio San Agustín.No hay fecha exacta de su fundación, por tradición oral se sabe que perteneció a Rojas Garrido y al independizarse siguió los consejos de un misionero devoto de san Agustín quien sugirió colocarle al nuevo barrio San Agustín.
- Barrio Fortunato Herrera.Fue inaugurado el 28 de diciembre de 1998 en la administración del señor Ulpiano Sánchez Muñoz y su nombre se debe al ilustre hijo del pueblo Fortunato Herrera Molina.
- Barrio Manizales.Se desconoce la fecha de su creación y no existen documentos escritos al respecto. Por tradición oral se supo que su nombre se debe a una familia residente en el barrio y oriunda de Manizales sugirió se le colocara este nombre al sector.
- Barrio Ana del Calvario: Fue construido en el año de 2003 en la segunda administración del señor Ulpiano Sánchez Muñoz y se le colocó este nombre en honor a la religiosa antioqueña Leila Noemí Sánchez; cuyo seudónimo era Ana del Calvario, directora del centro docente Nuestra Señora del Rosario.
- Barrio Villa Aránzazu:  Fue construido en el año 2008 durante la administración del señor Ricaurte Méndez y su nombre se debe a un monumento de la virgen de Aranzazu que se encuentra en el lugar.

Barrio Torres de la victoria: Fue gestionado en la administración de la señora Waldina Losada Vega y entregado por el señor Luis Fernando Murcia Mendez en el año 2022. Su naturaleza jurídica es de propiedad horizontal. 

#### Veredas
Las veredas del municipio tienen su origen en el minifundio y los pequeños propietarios fueron los que comenzaron a poblar las regiones rurales del municipio.
- Vereda Yaguilga: Su nombre se debe a su quebrada La Yaguilga. La junta comunal fue fundada el 12 de agosto de 1981 y cuenta con 23 familias. Su base económica es la agricultura sus productos son comercializados en Garzón y El Agrado.
- Vereda La Escalerita: Ubicada al oriente del municipio del Agrado, a una distancia de 22 km.Su fundación se considera a partir de 1974 fecha en que se crea como empresa comunitaria.Su población está formada por 340 habitantes, distribuidos en 50 casas; su base económica es la agricultura espacialmente en cultivos de arroz, sorgo, maíz, tabaco y la ganadería.
- Vereda Sabaneta: Fue fundada en febrero de 1963. Está ubicada en la parte norte del municipio, a 4 km de la cabecera municipal. de la cabecera municipal. Su mayor fuente de ingresos es la agricultura donde se encuentran cultivos de cacao, yuca, maíz, Guayaba, uvas y piña; productos que son comercializados en Agrado, Garzón, Neiva y Florencia.
- Vereda Mesitas: Esta vereda se fundó en el año de 1993 por José Valenzuela, Pascual Sarrias, Máximo Valencia, Isabel Martínez y Carlos Julio Chávarro; su principal fuente de ingresos es la agricultura que realizan en sus pequeñas parcelas, de las cuales suplen sus necesidades y el excedente lo venden en la plaza de mercado del municipio.
- Vereda Montesitos: Fue fundada en 1968. Su base económica es la agricultura.
- Vereda Las Orquídeas: Entre los años de 1939 y 1945 llegaron los primeros fundadores Gregorio Angucho, Clemencia Piñacue, Joaquina Io y Víctor Chávarro, todos ellos de ascendencia Páez. Antiguamente la vereda se llamaba El Batatal; pero legalmente la vereda las Orquídeas fue constituida el 3 de marzo de 1990.
- Vereda La Galda: Fue fundada por la doctora Rubiela María Méndez en el año de 1982. Su economía se basa en la agricultura.
- Vereda El Carmen: Fue fundada en 1958. Su economía se basa en la agricultura, su principal producto es el café y en proporciones menores la arveja, el lulo, el maíz y la caña.
- Vereda Los Pinos: Fue fundada por Emilio Riveros en el año de 1997. Su principal producto es el café y en menor escala el maíz, la caña, el lulo, la yuca y otros.
- Vereda El Horizonte: Fue fundada el 14 de julio de 1985 y al idea de creación nació de Carlos Ardila, Jairo Vargas Buticera, Luz Marina Trujillo, Hernán Erazo, Francisco Bahamón, Benjamín Sánchez y Víctor Narváez; su economía está basada en el cultivo del café y en menor proporción existen cultivos de caña, fríjol y hortalizas.
- Vereda La Ondina: Fundada el 26 de marzo de 1973. Su economía se basa en la agricultura.
- Vereda Bajo Buenavista: Fundada en el año de 1980 con un número de 17 familias y su nombre deriva de su principal fuente hídrica: la quebrada Buenavista. Su economía está basada en los cultivos de tabaco, sorgo, badea, café y es de gran importancia la ganadería.
- Vereda Astilleros: Sobre su fundación no se tiene una fecha precisa. La economía de su zona se basa en la agricultura con cultivos de café, badea, caña y guanábana.
- Vereda Los Olivos. Fundada en el año 1988. Económicamente depende de la agricultura, con cultivos como: café, plátano, y algunas hortalizas.
- Vereda El Pedernal: Ubicada en la parte nororiental del municipio, dista del casco urbano a unos 14 km, Las actividades económicas de la región son la ganadería y el cultivo del cacao.
- Vereda Alto Buenavista: Situada en la parte norte del municipio de El Agrado sobre el cerro de Buenavista. La economía de la vereda deriva de la agricultura, especialmente del cultivo del café y en menor escala se cultiva caña, lulo, mora, tomate de árbol y arveja entre otros.
- Vereda El Socorro: Fundada en el ano de 1958 y fue llamada Potrerillos, nombre que fue cambiado en 1969 por el padre José López quien la llamó El Socorro en honor a la virgen del Perpetuo Socorro. Su base económica principal es la agricultura y en segundo renglón esta la piscicultura, que anualmente produce unos 12000 kilos de pescado.
- Vereda Alto Granadillo: Fundada en 1971 por Jaime Cadena y Fabio Salinas. Su economía es netamente agraria y su principal producto es el café; también cultivan yuca, tomate de árbol, mora y algunas verduras.
- Vereda La Esperanza: Fundada el 5 de abril de 1995. Su base económica es la agricultura, con cultivos de café, cacao, plátano, caña y piña.
- Vereda San Antonio: Fundada en 1961, su nombre es en honor a San Antonio. Su factor económico es agrario con cultivos de café, lulo, mora, caña, plátano y hortalizas.
- Vereda Las Mercedes. Fundada en 1995, su nombre está dada en honor a la virgen de las Mercedes. Su base económica es la agricultura con cultivos de café, caña, plátano y hortalizas.

## Geografía física

### Ubicación
EL Municipio del Agrado se encuentra situado en la parte suroccidental del departamento del Huila a 838 metros sobre el nivel del mar, conformado por dos (2) regiones naturales: una plana perteneciente al valle central del río Magdalena y una montañosa derivada de la serranía de las minas, que forman los cerros Caracol, el Alto Buenavista, Jerusalén, San Jacinto, Pan de Azúcar que remata en la cuchilla de la Galda límite con el municipio de el Pital.

### Serranía de las Minas
Ubicada en la parte noroccidental del municipio entre los 1800 y 2000 m s. n. m. Este ecosistema cubre un área aproximada de 4107 Has del municipio y se localiza en las veredas Los Pinos, La Maria, El Carmen, La Ondina, El Horizonte, Las Mercedes, hasta con los límites de El Pital y Paicol, hacia los cuales se prolonga. De esta serranía el municipio de El Agrado tiene únicamente las estribaciones, se presenta en dicho sitio problemas marcados de incendios. En ella nacen importantes fuentes hídricas para el municipio tales como la quebrada Chimbayaco, de cual se surte el acueducto municipal. Cuando falla el suministro de agua proveniente del acueducto regional que beneficia los municipios de Pital-Agrado. Según la tradición oral de sus moradores la serranía de Minas contaba con gran riqueza de fauna, donde podíamos encontrar mamíferos como: Dantas, armadillos, conejos, guaras, micos, cusumbes, servatillos, ardillas y otros; aves como: Yátaros, tintinas, halcones, carpinteros, tórtolas, perdices, gorriones, toches, azulejos, cardenales y otros ;igualmente una gran variedad de insectos; su flora contaba con una amplia variedad de árboles como: Robles, hojancho, comino, palo blanco, algodón, cacao de montaña , berraco, frijolillo, cachingos, balsos, yarumos, Balsero y gran variedad de arbustos, que en conjunto con las árboles grandes formaban un denso bosque que mantenía la los nacimientos de agua y el hábitat adecuado para su riqueza fáunica. En la actualidad la flora y fauna de nuestra Serranía ha sido casi exterminada en su totalidad y solo quedan algunos vestigios de su magnífica variedad silvestre, Por su importancia, se hace necesario aunar esfuerzos entre todos los municipios que tienen tierras en dicha serranía (Pital, La Plata, Tarqui, Oporapa, Paicol, La Argentina y El Agrado) para cristalizar su conservación y protección.

### Posición astronómica
El municipio de El Agrado se encuentra localizado a los 2º, 15 de latitud norte; y 75°, 47' de longitud occidental según el Meridiano de Greenwich. Con respecto al meridiano de Bogotá se encuentra a 1º, 42' de longitud occidental.

### Límites
El municipio de El Agrado limita así: Al norte con el Municipio de Paicol; la importancia de esta zona limítrofe radica en los esfuerzos de los dos municipios por la conservación de la serranía de Minas y un incipiente intercambio comercial. Al sury al occidente el Municipio de Pital. Este límite tiene gran importancia histórica ya que separa dos culturas diferentes (indígena y española), además la mezcla de la misma que dio origen al mestizaje de los habitantes del nuevo poblado. Al oriente con Garzón y Gigante. El límite con el municipio de Gigante tiene especial connotación por ser dos pueblos de origen español. Con respecto al municipio de Garzón tiene gran importancia el intercambio comercial, el cual beneficia espacialmente al sector agrícola y manufacturero. Los límites detallados los fijo la ordenanza No 26 del 8 de abril de 1912, que a la letra dice: "…Por la cual se señala la demarcación de las provincias y se fijan los límites de los Municipios que forman el Departamento". La distancia desde la capital departamental: Neiva, es de 135 km, comunicándose por vía terrestre con carretera pavimentada.

### Hidrografía
Las principales fuentes hídricas son: Quebrada Buenavista: Nace en la serranía de las minas en las veredas del Carmen y La Ondina, desemboca en el río Magdalena, recibe las quebradas de: La granadilla, la turbia, la mosca, minas y el mochilero entre otras, No tiene un plan de manejo integral, sus aguas son contaminadas por desechos como pulpa de café; la tala indiscriminada produce una disminución considerable del caudal en época de verano. Quebrada La Yaguilga: Nace en la serranía de las minas en el municipio del Pital, da sus aguas al río Magdalena, recibe las quebradas de: La Galda, mojarrillos, cascajosa, Chimbayaco, las Olleras y otras. La subcuenca quebrada La Yaguilga es afectada por una marcada deforestación y sus afluentes pierden su caudal en periodos de veranos fuertes, además el uso industrial como lagos piscícolas, riegos de los cultivos de cacao en toda su ladera y desembocadura en la cuenca rio Magdalena. Las principales causas de disminución del caudal de las quebradas que abastecen el municipio, suceden por una tala y quema intensiva de los bosques protectores en las cabeceras de los nacimientos y sus causes. No se planifica el uso del agua en los acueductos familiares, así como en periodos de sequías el aumento de las demandas de agua para riegos, ocasionan el déficit del líquido.

### Ecología
En la parte forestal no existen plantaciones de uso comercial, la economía en este sector es casi nula, resaltando únicamente aprovechamiento de tipo doméstico de árboles nativos. En el área rural existen sectores aptos para desarrollar programas de reforestación productora y/o protectora.

## Clima
Esta sintetizado considerando las características climáticas regionales, de acuerdo a las estacionas meteorológicas ubicadas en la zona, las cuales son de tipo pluviómetro y una estación climatológica ordinaria. La temperatura oscila entre los 12 °C (madrugadas invernales) Y LOS 28 °C (mediodía en verano) con una media de 25 °C.De acuerdo a la clasificación según Köppen, el Agrado tiene clima cálido seco BSH. El promedio anual de precipitación varía entre 1566 y 1592 mm presentándose dos periodos de lluvia durante los meses de marzo – abril y octubre - noviembre, y un periodo de escasas precipitaciones en los meses de julio y agosto.

## Economía
El desarrollo económico del municipio se ha fundamentado especialmente en dos aspectos, el sector Agrícola y el sector comercial, convirtiéndose en la base de la economía, los cuales necesitan ser reactivadas para poder ubicar este territorio como modelo en el centro del Departamento.